# Сан-Лоренсо (Каліфорнія)
Сан-Лоренсо (англ. San Lorenzo) — переписна місцевість (CDP) в США, в окрузі Аламіда штату Каліфорнія. Населення — 29 581 особа (2020).

## Географія
Сан-Лоренсо розташований за координатами 37°40′28″ пн. ш. 122°8′6″ зх. д. / 37.67444° пн. ш. 122.13500° зх. д. (37.674440, -122.135134).  За даними Бюро перепису населення США в 2010 році переписна місцевість мала площу 7,17 км², з яких 7,16 км² — суходіл та 0,02 км² — водойми.

## Демографія
Згідно з переписом 2010 року, у переписній місцевості мешкали 23 452 особи в 7425 домогосподарствах у складі 5792 родин. Густота населення становила 3269 осіб/км².  Було 7674 помешкання (1070/км²).
Расовий склад населення:
| - 47,4 % — білих - 21,6 % — азіатів - 4,8 % — чорних або афроамериканців - 1,0 % — корінних американців - 0,8 % — вихідців з тихоокеанських островів - 17,9 % — осіб інших рас |

До двох чи більше рас належало 6,5 %. Частка іспаномовних становила 37,7 % від усіх жителів.
За віковим діапазоном населення розподілялося таким чином: 24,2 % — особи молодші 18 років, 63,1 % — особи у віці 18—64 років, 12,7 % — особи у віці 65 років та старші. Медіана віку мешканця становила 37,9 року. На 100 осіб жіночої статі у переписній місцевості припадало 95,3 чоловіків;  на 100 жінок у віці від 18 років та старших — 91,9 чоловіків також старших 18 років.
Середній дохід на одне домашнє господарство  становив 87 041 долар США (медіана — 74 807), а середній дохід на одну сім'ю — 92 179 доларів (медіана — 80 439). Медіана доходів становила 55 384 долари для чоловіків та 46 020 доларів для жінок. За межею бідності перебувало 8,8 % осіб, у тому числі 10,8 % дітей у віці до 18 років та 10,0 % осіб у віці 65 років та старших.
Цивільне працевлаштоване населення становило 11 780 осіб. Основні галузі зайнятості: освіта, охорона здоров'я та соціальна допомога — 19,0 %, роздрібна торгівля — 11,9 %, науковці, спеціалісти, менеджери — 11,4 %.